# Norwegian International 1977
Die Norwegian International 1977 im Badminton fanden vom 12. bis zum 13. November 1977 in Sandefjord statt.

## Finalergebnisse
| Disziplin    | Sieger                          | Finalist                      | Ergebnis    |
| ------------ | ------------------------------- | ----------------------------- | ----------- |
| Herreneinzel | Morten Frost                    | Thomas Angarth                | 15:2, 15:5  |
| Dameneinzel  | Inge Borgstrøm                  | Pia Nielsen                   | 11:4, 11:6  |
| Herrendoppel | Ola Eriksson Christian Lundberg | Morten Frost Mogens Neergaard | 15:9, 15:6  |
| Damendoppel  | Pia Nielsen Lonny Bostofte      | Inge Borgstrøm Kirsten Meier  | 15:5, 18:15 |
| Mixed        | Mogens Neergaard Inge Borgstrøm | Morten Frost Pia Nielsen      | 15:6, 15:3  |